# Baborów (stacja kolejowa)
Baborów – stacja techniczna położona w Baborowie w województwie opolskim. Posiada połączenia m.in. z Raciborzem, Kędzierzynem-Koźle i Pilszczem.

## Historia
Stacja Bauerwitz powstała w dzisiejszym Baborowie w 1855 roku w związku z otwarciem linii kolejowej z Głubczyc do Raciborza (dziś linia kolejowa nr 177). W 1908 otwarto odcinek Baborów – Polska Cerekiew linii kolejowej 195, który połączył stację z Kędzierzynem-Koźle. Rok później otwarto linię do Pilszcza (325).
W 1991 i 1992 roku zamknięta została linia do Pilszcza (odpowiednio dla ruchu pasażerskiego i towarowego). W 1997 zamknięto linię do Kędzierzyna, a w 2000 roku zawieszono ruch pasażerski na linii Głubczyce – Racibórz (od tego czasu odbywał się na niej wyłącznie ruch towarowy, jednak ten został zawieszony w 2013 roku). Ruch towarowy został ponownie wznowiony 5 grudnia 2016 na życzenie spółki Ecco Rail, ładującej na stacji w Baborowie zboże z przeznaczeniem do transportu do polskich portów.